# Sagi Muki
Sagi Muki (en hébreu : שגיא מוקי), né le 17 mai 1992 à Netanya, est un judoka israélien évoluant dans la catégorie des moins de 73 kg (poids légers) puis moins de 81 kg (poids mi-moyens).
Il a remporté la médaille d'or des Championnats d'Europe 2015 en moins de 73 kg et des Championnats d'Europe 2018 en moins de 81 kg.
Le 28 août 2019, il remporte la médaille d'or des Championnats du monde 2019 à Tokyo, dans la catégorie des moins de 81 kg, en finale, contre le belge Matthias Casse (classé 4e mondial).
En 2021, il remporte la médaille de bronze des moins de 81 kg aux Championnats d'Europe à Lisbonne.
En 2025 il participe à la saison 11 de Rokdim Im Kokhavim (version israélienne de Danse avec les stars). 

## Palmarès

### Palmarès international
| Année | Compétition           | Lieu     | Résultat | Catégorie          |
| ----- | --------------------- | -------- | -------- | ------------------ |
| 2015  | Championnats d'Europe | Bakou    | 1er      | Moins de 73 kg     |
| 2018  | Championnats d'Europe | Tel Aviv | 1er      | Moins de 81 kg     |
| 2019  | Championnats du monde | Tokyo    | 1er      | Moins de 81 kg     |
| 2021  | Championnats d'Europe | Lisbonne | 3e       | Moins de 81 kg     |
| 2021  | Jeux olympiques       | Tokyo    | 3e       | Par équipes mixtes |
| 2022  | Championnats du monde | Tachkent | 3e       | Par équipes mixtes |

### Masters mondial
| Année | Compétition     | Lieu    | Résultat | Catégorie      |
| ----- | --------------- | ------- | -------- | -------------- |
| 2019  | Masters mondial | Qingdao | 2e       | Moins de 81 kg |
| 2021  | Masters mondial | Doha    | 3e       | Moins de 81 kg |

### Tournois Grand Chelem et Grand Prix
| Année | Compétition  | Lieu          | Résultat | Catégorie      |
| ----- | ------------ | ------------- | -------- | -------------- |
| 2014  | Grand Chelem | Bakou         | 1er      | Moins de 73 kg |
| 2014  | Grand Prix   | La Havane     | 1er      | Moins de 73 kg |
| 2014  | Grand Prix   | Düsseldorf    | 2e       | Moins de 73 kg |
| 2014  | Grand Prix   | Astana        | 2e       | Moins de 73 kg |
| 2014  | Grand Prix   | Jeju          | 2e       | Moins de 73 kg |
| 2015  | Grand Chelem | Paris         | 3e       | Moins de 73 kg |
| 2015  | Grand Chelem | Abou Dabi     | 3e       | Moins de 73 kg |
| 2015  | Grand Prix   | Düsseldorf    | 3e       | Moins de 73 kg |
| 2015  | Grand Prix   | Zagreb        | 3e       | Moins de 73 kg |
| 2016  | Grand Chelem | Paris         | 3e       | Moins de 73 kg |
| 2017  | Grand Prix   | Tachkent      | 1er      | Moins de 81 kg |
| 2018  | Grand Chelem | Abou Dabi     | 1er      | Moins de 81 kg |
| 2018  | Grand Prix   | Budapest      | 3e       | Moins de 73 kg |
| 2019  | Grand Chelem | Ekaterinbourg | 1er      | Moins de 81 kg |
| 2019  | Grand Chelem | Bakou         | 1er      | Moins de 81 kg |
| 2019  | Grand Chelem | Paris         | 2e       | Moins de 81 kg |
| 2019  | Grand Prix   | Tel Aviv      | 1er      | Moins de 81 kg |
| 2023  | Grand Chelem | Tel Aviv      | 1er      | Moins de 81 kg |
| 2023  | Grand Prix   | Zagreb        | 1er      | Moins de 81 kg |
| 2024  | Grand Chelem | Tbilissi      | 3e       | Moins de 81 kg |